# (11068) 1992 EA
(11068) 1992 EA est un astéroïde de la ceinture principale d'astéroïdes découvert en 1992.

## Description
(11068) 1992 EA a été découvert le 2 mars 1992 à Kushiro (Japon) par Seiji Ueda et Hiroshi Kaneda.

### Caractéristiques orbitales
L'orbite de cet astéroïde est caractérisée par un demi-grand axe de 2,20 ua, un périhélie de 1,96 ua, une excentricité de 0,11 et une inclinaison de 1,07° par rapport à l'écliptique. Du fait de ces caractéristiques, à savoir un demi-grand axe compris entre 2 et 3,2 ua et un périhélie supérieur à 1,666 ua, il est classé, selon la JPL Small-Body Database, comme objet de la ceinture principale d'astéroïdes.

### Caractéristiques physiques
(11068) 1992 EA a une magnitude absolue (H) de 14,2 et un albédo estimé à 0,184.